# Quatuor coronati

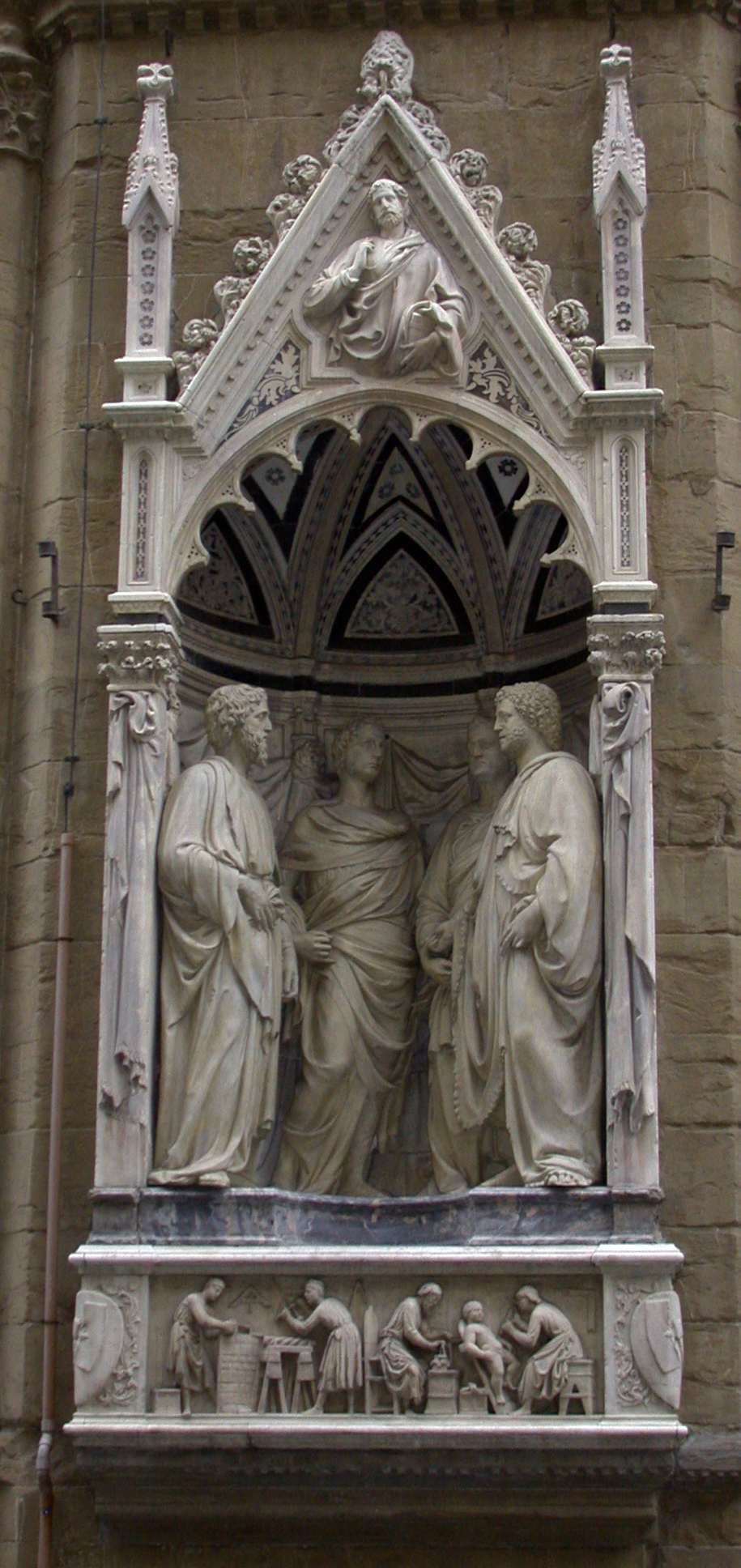
Die vier gekrönten Märtyrer an der Kirche Orsanmichele in Florenz

Die Verehrung der Quatuor coronati (wörtlich „die vier Gekrönten“), auch die [heiligen] vier gekrönten Märtyrer, knüpft an Heiligenviten vom Beginn des 4. Jahrhunderts an. Überlieferungen handeln von vier oder auch fünf Märtyrern, die in einem römischen Steinbruch in Dalmatien arbeiteten und das Martyrium erlitten, weil sie sich weigerten, eine Statue des Gottes Asklepios aus Stein zu hauen. Diese vier Heiligen, die sinnbildlich die Märtyrerkrone gewannen, werden als Schutzpatrone der Steinmetze und Steinbildhauer angerufen. Als Gedenktag wird in einem Martyrologium aus dem Jahre 354 der 8. November genannt.
Eine weitere Überlieferung, die mit der von den Steinmetzen später verwoben wurde, berichtet von vier römischen Soldaten, die die Asklepiosstatue nicht verehren wollten und ebenso deswegen das Martyrium erlitten. Das Martyrium beider Gruppen soll sich in der Zeit der Diokletianischen Christenverfolgung zugetragen haben. Die Reliquien kamen in die Kirche Santi Quattro Coronati in Rom, die unter ihrem Patrozinium steht.

## Verschiedene Überlieferungsstränge
Im Jahre 302 weigerten sich vier oder fünf Steinmetze aus Dalmatien, der römischen Provinz Pannonien, die in der Zeit des Kaisers Diokletian in Steinbrüchen arbeiteten, den heidnischen Asklepios der Römer aus Stein zu schlagen. Daraufhin wurden sie gegeißelt und in Bleisärgen in der Save ertränkt. Der Christ Nikodemus barg die Reliquien von Sempronianus, Claudius, Nikostratus und Castorius, die anschließend nach Rom in die Katakomben an die Via Labicana gebracht und verehrt wurden.
Als sich vier römische Militärbeamte im Heeresdienst (Cornicularii) im Jahr 304 weigerten, die Statue des Aeskulap zu verehren, wurden sie gegeißelt, den wilden Hunden vorgeworfen und schließlich an den Thermen des Trajan in Rom hingerichtet. Ursprünglich namenlos, erhielten die vier erst im 7. Jahrhundert die Namen Victorinus, Serverus, Carpophorus und Serveranius. Der Gedenktag dieser Märtyrer war zunächst der 8. August und später der 8. November.
Durch die Vermischung der beiden Viten, sowohl hinsichtlich der Zeiten, der handelnden Personen und der Orte des Geschehens entstanden unterschiedliche Interpretationen. Beispielsweise wird angenommen, dass die Erinnerung an die fünf Märtyrer durch eine nach Rom verlegte Legende entstanden sei oder dass die Nähe der Kirche Santi Quattro Coronati zu den römischen Kasernen zur Bildung der Viten beigetragen habe, oder dass die pannonischen Steinbildhauer Priester eines heidnischen Gottes, des Mithras, gewesen seien. Auch ein Schreibfehler wird vermutet – corniculari („Soldaten“) statt coronati („die mit der Märtyrerkrone Geschmückten“).

## Verehrung

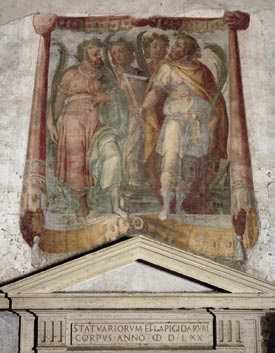
Eingang zur San Silvestro-Kapelle der Basilika SS. Quattro Coronati in Rom mit den vier gekrönten Märtyrern
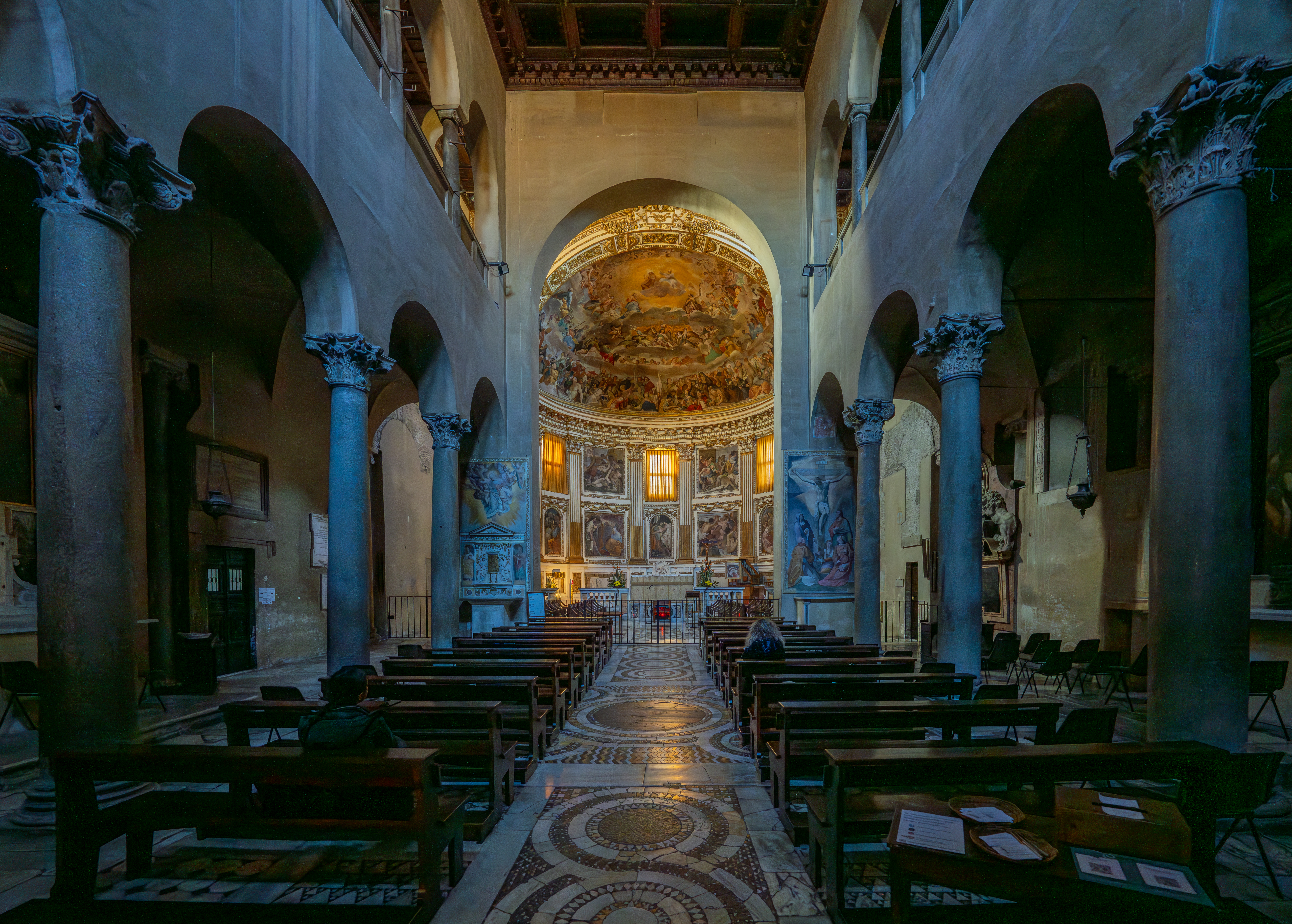
Apsis der Santi Quattro Coronati mit Darstellung des Martyriums

### Italien
Die Basilika Santi Quattro Coronati (Basilika der vier Gekrönten) ist Teil eines Gebäudekomplexes eines Klosters, das im Jahre 499 schriftlich erwähnt wird. Die Basilika befindet sich auf dem Hügel Celio (lat. Caelius) zwischen dem Kolosseum und dem Lateran in Rom.
Das Gebäude wurde im Laufe der Jahrhunderte häufig verändert: Gegen Ende des 16. und Anfang des 17. Jahrhunderts wurde sie im Stil des Barock umgestaltet. Die dabei entstandene Kassettendecke aus Holz zeigt die vier gekrönten Märtyrer als Holzrelief. Die Ausmalungen der Apsis mit Fresken zeigen Szenen ihres Martyriums. Unter Antonio Munoz wurde der Hochaltar mit Büsten der vier Heiligen neu gestaltet und die Krypta mit den Sarkophagen der Märtyrer restauriert.

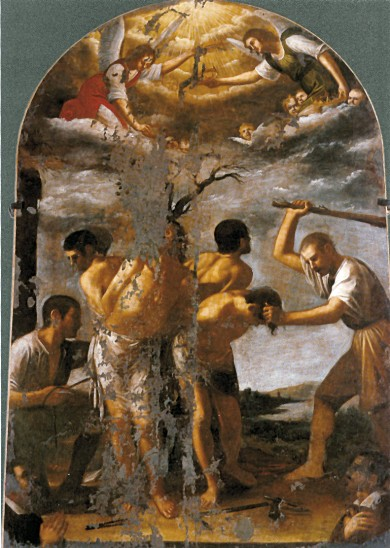
Gemälde von Mario Minniti (ca. 1620) zum Martyrium der vier Gekrönten in der Pietro dal Carmine in Syrakus

Es ist belegt, dass die gekrönten Märtyrer ab dem Jahre 350 in Rom verehrt wurden und ihnen im 5. Jahrhundert eine Kirche auf dem Mons Caelius in Rom errichtet und geweiht wurde.

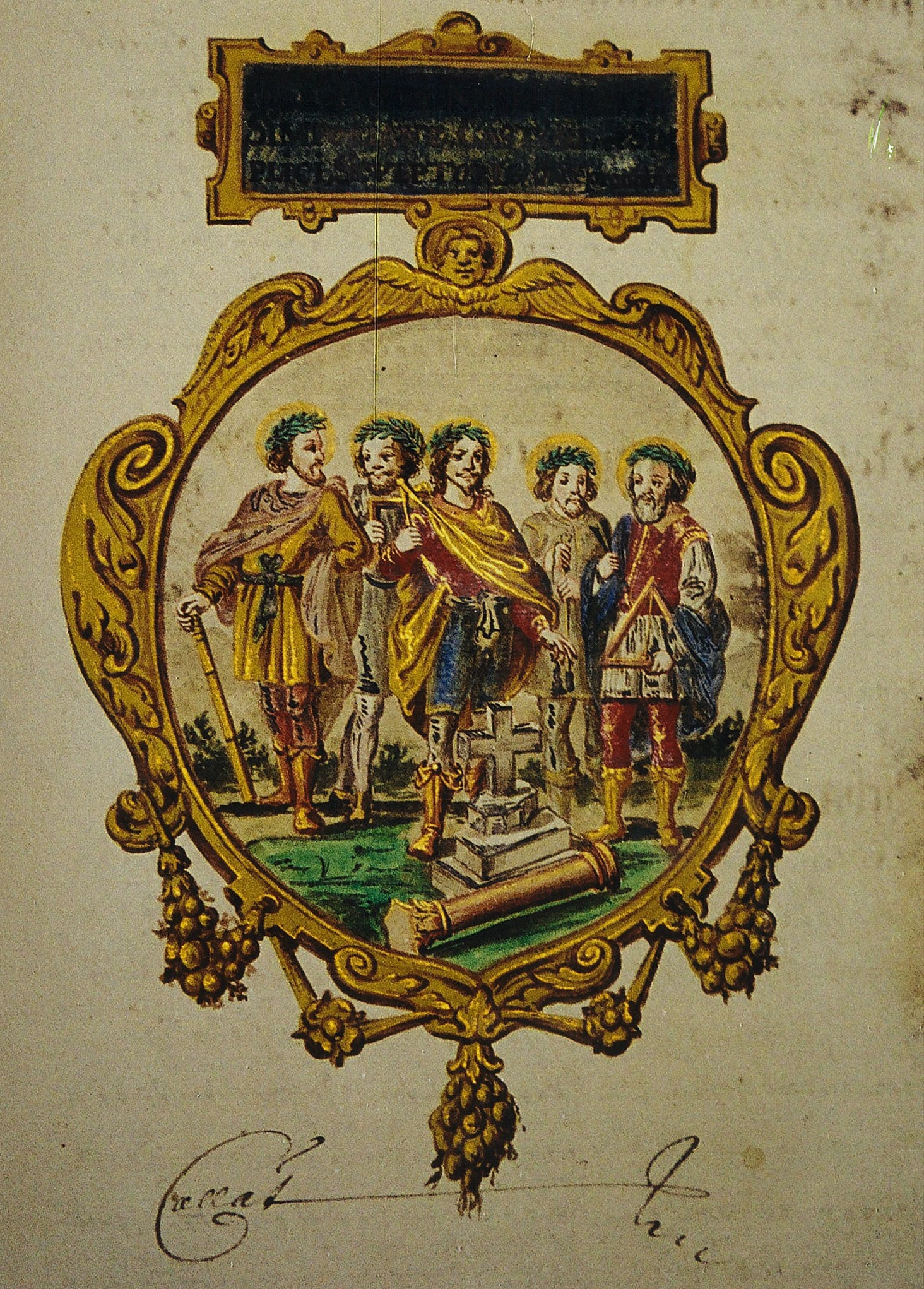
Quatuor Coronati, Zunftfahne (1650) im Kaiserl. Steinbruch

Die Mitglieder der Bauhütte, die Steinmetzen und Steinbildhauer, erklärten die pannonischen Steinmetzen zu ihren Schutzpatronen. Später erschienen Darstellungen der vier gekrönten Märtyrer auf Wappen, Kapitellen, Konsolen an Profan- und Kirchenbauwerken; auch auf Fresken, Altarbildern und in der Tafelmalerei wie auch auf Kupferstichen. In den Steinmetzordnungen von Torgau und Rochlitz ist die Ehre der vier gekrönten Märtyrer niedergeschrieben.
Im Zuge der Ausbreitung der Verehrung dieser Märtyrer in Italien wurden Skulpturen an der Colonna degli Scultori am Dogenpalast in Venedig und an der Kirche Pietro in Ciel d’Oro in Pavia geschaffen.

### Mitteleuropa
In Österreich sind die vier gekrönten Märtyrer im Siegel der Dombauhütte des Wiener Stephansdoms zu sehen und in Deutschland schuf der Kölner Dombaumeister Konrad Kuene van der Hallen vier Heiligenskulpturen in Sandstein mit den ikonographischen Attributen Winkel, Waage, Zirkel und Richtscheit. Darstellungen in der Schweiz befinden sich auf einer Handwerkslade in Basel aus dem Jahre 1592. In Frankreich erschien der Gedenktag der Märtyrer in regionalen Heiligenkalendern. In Antwerpen unterstellte sich im Jahr 1423 eine Baukorporation dem Patrozinium der vier gekrönten Märtyrer. Manche Steinmetzinnungen feiern den Gedenktag der vier Gekrönten als Patronatsfest, wie beispielsweise die Steinmetzinnung in Berlin, oder Steinmetzen erklären sie zu ihren Schutzheiligen.

### Freimaurer
Die englischen Freimaurer initiierten im Jahr 1884 die Quatuor Coronati Lodge No. 2076, die am 12. Januar 1886 als Forschungsloge (research lodge) geweiht wurde. Unter ähnlichem Namen gibt es mittlerweile Logen als auf die Freimaurerei bezogene Forschungsgemeinschaften in mehreren Ländern, so in Moskau die Loge Quator Coronati (bzw. ins Russische übersetzt Четверо Коронованных) Nr. 8 in Moskau und seit dem Jahr 1951 die Forschungsloge Quatuor Coronati Nr. 808 in Deutschland mit Sitz in Bayreuth. Letztere gibt das „Quatuor Coronati Jahrbuch für Freimaurerforschung“ heraus.